# Josef Hynek
Josef Hynek (* 9. září 1965 Vysoké Mýto) je český informatik, od července 2008 do června 2016 rektor Univerzity Hradec Králové, v letech 1994 až 2014 a opět od roku 2018 do 2022 zastupitel města Vysoké Mýto, člen ODS.

## Život
V letech 1980 až 1984 vystudoval Střední průmyslovou školu elektrotechnickou v Pardubicích a následně pak v letech 1984 až 1989 obor teoretická kybernetika na Matematicko-fyzikální fakultě Univerzity Karlovy v Praze (získal tak titul RNDr.). Svou pracovní kariéru začínal jako programátor v JZD Džbánov, závod Mikroelektronika. V roce 1991 nastoupil jako asistent na Katedru informatiky Pedagogické fakulty v Hradci Králové a o dva roky později stál u její přeměny na Fakultu řízení a informační technologie Vysoké školy pedagogické v Hradci Králové.
V roce 1993 získal britské vládní stipendium "Excalibur" a v akademickém roce 1993-1994 absolvoval MBA program na University of Hull. Po návratu do ČR dokončil studium doktorského programu teoretická informatika na MFF Univerzity Karlovy v Praze (promoval v roce 1998 a získal tak titul Ph.D.). V roce 2002 se habilitoval (tj. získal titul doc.) v oboru informační management na České zemědělské univerzitě v Praze a v roce 2012 jej prezident Václav Klaus na návrh téže univerzity jmenoval profesorem v oboru informační management.
Ve své vědecké a pedagogické práci se věnuje programování, umělé inteligenci a teoretickým základům informatiky. Zkoumá též problematiku využívání vyspělých výrobních technologií, ale zaměřuje se rovněž na evoluční algoritmy. Je autorem populární učebnice Genetické algoritmy a genetické programování vydané nakladatelstvím Grada.
V letech 1995 až 1997 byl proděkanem pro studijní záležitosti na Fakultě řízení a informační technologie VŠP v Hradci Králové, poté až do roku 2002 proděkanem pro vědu a rozvoj. Mezi lety 2002 a 2008 vedl po dvě volební období z pozice děkana Fakultu informatiky a managementu Univerzity Hradec Králové.
V únoru 2008 ho akademický senát zvolil kandidátem na rektora Univerzity Hradec Králové, v květnu 2008 ho do této pozice jmenoval prezident Václav Klaus, a to s účinností od 1. července 2008. V roce 2012 byl zvolen rektorem i pro druhé funkční období. To vypršelo na konci června 2016, ve funkci ho vystřídal Kamil Kuča. V letech 2016 až 2024 byl prof. Hynek znovu děkanem Fakulty informatiky a managementu Univerzity Hradec Králové, v roce 2024 jej ve funkci vystřídala Petra Marešová. V roce 2023 opět kandidoval na funkci rektora Univerzity Hradec Králové, jeho soupeřem byl děkan Přírodovědecké fakulty Jan Kříž. Volbu však poměrem 17:6 prohrál.
Josef Hynek je ženatý a má dvě dcery.

## Věda o selhání/Science of Failure
Od zimního semestru 2021/2022 spolu s Tomášem Studeníkem vyučují na Fakultě informatiky a managementu Univerzity Hradec Králové kurz Věda o selhání – Science of Failure. 
Na základě úspěšných kurzů oba spoluautoři v roce 2023 vydali knihu Umění neúspěchu, jejímž cílem je zbavit Čechy strachu ze selhání. Publikace kromě netradičního, vědecko-zábavného pohledu na chyby, neúspěchy a selhání nabízí praktické rady, jak se s nimi vyrovnat a případně z nich i těžit. Knihu uzavírá třináct zamyšlení na téma neúspěch z pera filozofa Tomáše Sedláčka, spisovatelů Petra Stančíka a Dominika Landsmana, režiséra Václava Marhoula, podnikatelky Zuzany Ceralové Petrofové, kajakáře Víta Přindiše a dalších známých osobností. 

## Politické působení
Angažuje se v politice, je členem ODS. V komunálních volbách v roce 1994 byl za tuto stranu zvolen zastupitelem města Vysoké Mýto. Mandát zastupitele města pak obhájil ve volbách v letech 1998, 2002, 2006 a 2010. Ve volbách v roce 2014 již nekandidoval. Do zastupitelstva se však vrátil po volbách v roce 2018, kdy původně figuroval na 11. místě kandidátky, ale vlivem preferenčních hlasů skončil třetí a stal se tak zastupitelem.
V roce 2014 kandidoval za ODS ve volbách do Evropského parlamentu. Byl na 8. místě kandidátky, ale neuspěl. Ve volbách do Evropského parlamentu v květnu 2019 opět kandidoval za ODS, tentokrát na 7. místě kandidátky, ale opět nebyl zvolen.